# 纳米线电池
纳米线电池是由斯坦福大学崔屹等人发明的锂离子电池。该电池用硅纳米线覆盖的不锈钢阳极取代了传统的石墨阳极。由于硅比石墨存储的锂大十倍，可以让阳极的能量密度大大增强，减轻了整个电池的质量。
早几年间，出现过普通硅线电池。但是，金属锂会和硅线反应，导致充电时后者膨胀400%而破裂，因此该技术被丢弃。但随后，崔屹使用纳米硅线替代普通硅线，避免了这一问题。
在2010年9月，斯坦福大學隊展示了250個充電週期在初始的存儲容量在80％以上。這些電池的一個潛在用途是在電動車，需要几千次的充電週期。
崔的公司，Amprius，在2013年發布了一個相關的設備與矽和其它材料。
Canonical公司在2013年7月22日宣布，其Ubuntu Edge智能手機將包含一個矽陽極的鋰離子電池。